# Esparragosa de la Serena
Esparragosa de la Serena é um município da Espanha na comarca de La Serena, província de Badajoz, comunidade autónoma da Estremadura. Tem 2 km² de área e em 2021 tinha 994 habitantes (densidade: 497 hab./km²).

## Demografia
| Variação demográfica do município entre 1991 e 2021 [carece de fontes?] | Variação demográfica do município entre 1991 e 2021 [carece de fontes?] | Variação demográfica do município entre 1991 e 2021 [carece de fontes?] | Variação demográfica do município entre 1991 e 2021 [carece de fontes?] | Variação demográfica do município entre 1991 e 2021 [carece de fontes?] |
| ----------------------------------------------------------------------- | ----------------------------------------------------------------------- | ----------------------------------------------------------------------- | ----------------------------------------------------------------------- | ----------------------------------------------------------------------- |
| 1991                                                                    | 1996                                                                    | 2001                                                                    | 2004                                                                    | 2021                                                                    |
| 1136                                                                    | 1146                                                                    | 1126                                                                    | 1121                                                                    | 994                                                                     |